# Les Quinze Premières Vies d'Harry August
Les Quinze Premières Vies d'Harry August (titre original : The First Fifteen Lives of Harry August) est un roman de Claire North, le nom de plume de l'auteur britannique Catherine Webb, publié en France en mai 2014. Le livre a été récompensé par le prix John-Wood-Campbell Memorial 2015, a été nommé pour le prix Arthur-C.-Clarke du meilleur roman de science-fiction et est aussi apparu dans le Richard and Judy Book Club (en) et le club de lecture de la BBC Radio 2.

## Résumé
Harry August est né dans les toilettes pour dames de la gare de Berwick-upon-Tweed en 1919 et mène une vie insignifiante jusqu'en 1989 où il meurt à l'hôpital de Newcastle. Il se retrouve alors de retour en 1919, dans les mêmes circonstances, acquérant très tôt la connaissance de sa vie antérieure. Il apprend qu'il est un ouroborien ou kalachakra et qu'il est destiné à renaître encore et encore. Il n'est pas le seul à posséder cette capacité et il est rapidement contacté par le Cercle Cronus, une organisation rassemblant de telles personnes, qui s'occupera de lui dans l'enfance de ses vies ultérieures.
Plus tard, Harry étudie la biologie, la chimie et la physique. Ayant vécu de nombreuses vies, il est brillant et devient facilement professeur de physique à l'université de Cambridge, où il rencontre un étudiant de premier cycle nommé Vincent Rankis. Vincent et Harry deviennent amis en parlant de physique théorique et de la nature du temps. Finalement, Harry et Vincent réalisent que l’autre est aussi un ouroborien. D'autres membres du cercle Cronus informent plus tard Harry que le monde court à sa perte et qu'à chaque existence que mène Harry, la fin du monde devient de plus en plus proche.